# Classe SR-N4 Mountbatten
La classe SR-N4 Mountbatten è una classe di hovercraft di produzione britannica, composta da numerosi mezzi che all'origine erano idonei per tragitti di 185 km (100 miglia nautiche), cosa congrua con il loro compito di trasporti attraverso la Manica di veicoli e persone. Essi hanno una rampa di carico e uno di scarico, come nel caso dei traghetti Ro-Ro.
La prima versione venne costruita in 4 esemplari appena, che vennero prontamente trasformati nel modello Mk 2, mentre almeno 2 sono stati realizzati nella versione Mk 3. Tutti questi veicoli hanno in comune la stessa configurazione, ovvero quella di mezzi molto larghi, ampiamente vetrati, con un rapporto tra lunghezza e larghezza dell'ordine di 3:2. Le loro 4 turbine sono collegate, tramite ingranaggi, sia ad una ventola di sollevamento che ad un'elica di propulsione, sistemata alla sommità di un albero con una scatola meccanica per la trasmissione, contenente i giunti a 90 gradi. Praticamente, sembra un arrangiamento simile a quello di un generatore eolico, ma la trasmissione di potenza segue esattamente il percorso inverso. Le eliche, quadripale, sono sistemate ai lati della struttura, mentre dietro a queste vi sono 2 timoni verticali, precisamente dietro le 2 eliche posteriori.
La Mk 3 ha una sezione aggiuntiva di 16 metri circa, centrale, che però è compensata anche dall'aumento della larghezza, per cui continua a essere di forma bassa e larga, con finestrini praticamente per tutte le fiancate che, avendo solo un ponte passeggeri, sono molto basse. La plancia è sistemata sul davanti, in un piccolo vano sopra il tetto del vano passeggeri, e ha al di sopra il radar di navigazione. Se la Mk 2 trasporta 282 passeggeri e 37 veicoli, la Mk3, ben più grande, ha 418 passeggeri e 60 vetture. L'utilità di tali veicoli veloci era ovvia in caso di guerra con il Patto di Varsavia: trasporto veloce di truppe e materiali, anche senza aeroporti utilizzabili (a differenza degli aerei) e con mare minato (a differenza delle navi).
Una versione studiata per il trasporto militare veloce era la Military 4, annunciata nel 1980. Essa avrebbe potuto trasportare 1000 soldati equipaggiati, o rifornimenti per 165 tonnellate a 65 nodi, ma non ha avuto seguito. Si sarebbe potuto forse ottenere capacità simili anche dall'Mk 3 privato degli arredamenti civili. Si tratta di capacità di carico davvero notevoli per la potenza installata e la struttura, forse dipendente dal fatto che si tratta di strutture relativamente leggere, realizzate per ruoli civili. Infatti gli ‘Aist’ sovietici trasportano meno seppure con il 40% di potenza in più.
Un altro modello di SR.N4 per compiti militari era il Mk 4, realizzato in almeno 1 esemplare per compiti di trasporto o di lotta antimine, grazie a contenitori pallettizzati. Esso era basato sul Mk 2, di cui aveva praticamente identiche le dimensioni, ma con un maggior peso e potenza. L'autonomia era incrementata a 10 ore di navigazione complessiva, mentre oltre al pieno di carburante poteva trasportare 60t. di carico. Come cacciamine esso aveva la velocità, l'invulnerabilità alle mine a contatto e a gran parte delle altre, ub sistema di combattimento e un sistema di dragaggio antimine, e infine un veicolo teleguidato PAP-104 francese per la scoperta e la neutralizzazione subacquea. Come trasporto a corto raggio, poteva arrivare a ben 90 tonnellate. Tra questi carichi, anche 110-120 mine, cosa possibile a ogni hovecraft (e traghetto) con portelloni di scarico per mezzi. La sua costruzione, come quella di tutte le altre ‘Mountbatten’ è stata eseguita dalla British Hovercraft Corporation. La sua rivoluzionaria concezione venne tuttavia scartata in favore dei cacciamine in vetroresina, 5 volte più lenti e ben più vulnerabili, anche se idonei per le navigazioni in mare aperto prolungate, anche in condizioni difficili.